# Andriej Gawrilin
Andriej Jurjewicz Gawrilin, ros. Андрей Юрьевич Гаврилин (ur. 24 lipca 1978 w Karagandzie, Kazachska SRR) – kazachski hokeista, reprezentant Kazachstanu.

## Kariera
- Awangard 2 Omsk (1995-1996)
- Awangard Omsk (1996-1998)
- Traktor Czelabińsk (1998)
- HK Lipieck (1998-2004)
- Kazakmys Karaganda / Kazakmys Sätbajew (2004-2007)
- Barys Astana (2007-2015)

Od 2007 zawodnik klubu Barys Astana. W lipcu 2013 przedłużył kontrakt o rok. W lipcu 2015 zakończył karierę zawodniczą.
Uczestniczył w turniejach mistrzostw świata w 2007, 2008, 2009, 2010, 2011, 2014.

## Sukcesy
Reprezentacyjne
- Złoty medal zimowych igrzysk azjatyckich: 2011
- Awans do MŚ Elity: 2009, 2011

Klubowe
- Złoty medal mistrzostw Kazachstanu: 2006 z Kazakmysem Karaganda, 2009 z Barysem Astana
- Srebrny medal mistrzostw Kazachstanu: 2005 (Karaganda), 2007 (Sätbajew)
- Puchar Kazachstanu: 2005 (Karaganda), 2006 (Sätbajew)

Indywidualne
- Mistrzostwa Świata w Hokeju na Lodzie 2014/Elita:
  - Jeden z trzech najlepszych zawodników reprezentacji na turnieju[3]